# Stay (chanson de Kygo)
Pour les articles homonymes, voir Stay.
Singles de Kygo
Here For You
(2015) Fragile
(2016)
Stay est une chanson du DJ et musicien norvégien Kygo en featuring avec la chanteuse américaine Maty Noyes. C'est le quatrième single de son premier album Cloud Nine, sorti en 2016.

## Clip vidéo
Le clip de la chanson est sorti le 18 février 2016.